# Plastic Beach
Plastic Beach er det tredje studiealbum af Gorillaz, der blev udgivet i 2010.

## OmPlastic Beach
Plastic Beach er en ø ude i havet lavet af skrald, plastik og meget andet, holdt sammen af klistret olie og andet stads. Bassisten Murdoc (fra Gorillaz) har brændt deres gamle hjem ned og beskyldt nogle lokale børn for at få nogle forsikringspenge. Han har så rejst ud til øen i en helikopter fra deres musikvideoer. Han har også kidnappet forsangeren 2-D ved at gasse ham og lægge ham i en kuffert. 2-D's værelse ligger på det nederste niveau af Plastic Beach, nemlig under vandet. Murdoc har på en eller anden måde betalt en hval til at holde øje med 2-D, for han ved at han er bange for hvaler.

## Spor
| 1.    | "Orchestral Intro" (ft. sinfonia ViVA))                                                 | 1:09 |
| 2.    | "Welcome to the World of the Plastic Beach" (ft. Snoop Dogg og Hypnotic Brass Ensemble) | 3:35 |
| 3.    | "White Flag" (ft. Bashy, Kano)                                                          | 3:42 |
| 4.    | "Rhinestone Eyes"                                                                       | 3:19 |
| 5.    | "Stylo" (ft. Bobby Womack og Mos Def)                                                   | 4:29 |
| 6.    | "Superfast Jellyfish" (ft. De La Soul og Gruff Rhys)                                    | 2:54 |
| 7.    | "Empire Ants" (ft. Little Dragon)                                                       | 4:43 |
| 8.    | "Glitter Freeze" (ft. Mark E. Smith)                                                    | 4:02 |
| 9.    | "Some Kind Of Nature" (ft. Lou Reed)                                                    | 2:59 |
| 10.   | "On Melancholy Hill"                                                                    | 3:53 |
| 11.   | "Broken"                                                                                | 3:16 |
| 12.   | "Sweepstakes" (ft. Mos Def og Hypnotic Brass Ensemble)                                  | 5:19 |
| 13.   | "Plastic Beach" (ft. Mick Jones og Paul Simonon)                                        | 3:46 |
| 14.   | "To Binge" (ft. Little Dragon)                                                          | 3:55 |
| 15.   | "Cloud of Unknowing" (ft. Bobby Womack og sinfonia ViVA)                                | 3:05 |
| 16.   | "Pirate Jet" (ft. The Purple, the People, the Plastic Eating People)                    | 2:32 |
| 56:46 |                                                                                         |      |